# Otakar Brousek (ur. 1957)
Otakar Brousek młodszy (ur. 8 maja 1957 w Pradze) – czeski aktor teatralny, filmowy i telewizyjny.
Jest synem aktora Otakara Brouska starszego oraz ojcem aktora Ondřeja Brouska.
Po ukończeniu praskiego konserwatorium na wydziale muzyczno-dramatycznym (1978) pracował do 1990 roku w Teatrze Jaroslava Průchy. Uczestniczył także w przedstawieniach Wolnego Stowarzyszenia Reżyserów (Volné sdružení režisérů). Od 1990 roku jest związany z Teatrami Miejskimi w Pradze. Oprócz tego występuje gościnnie na innych scenach praskich.
Pojawia się także w filmach i serialach telewizyjnych.